# Slavnyj malyj
Slavnyj malyj (Славный малый) è un film del 1942 diretto da Boris Vasil'evič Barnet.